# Griechische Luftfahrtgesellschaft
Die Griechische Luftfahrtgesellschaft (griechisch Ελληνική Εταιρία Εναέριων Συγκοινωνιών Elliniki Eteria Enaerion Synginonion, englisch Greek Company for Air Transport) existierte von 1930 bis 1940 und hatte als Heimatflughafen Athen-Dekelia.

## Geschichte
Nach Gründung der privaten Ikaros (Ελληνική Αεροπορική Εταιρεία ΙΚΑΡΟΣ) gründete 1930 auch der griechische Staat eine Luftfahrtgesellschaft. Der Flugbetrieb wurde am 10. Juni 1931 mit vier neuen Junkers G 24 he aufgenommen, angeflogen wurden von Athen aus Ioannina und ab 1934 auch Thessaloniki. Für die neue Strecke Athen-Heraklion wurden 1939 drei Junkers Ju 52 beschafft. 1940 fusionierte die Gesellschaft mit der 1935 gegründeten TAE.